# Bory (district de Levice)
Pour les articles homonymes, voir Bory.
Bory (en hongrois : Bori) est une commune du district de Levice, dans la région de Nitra, en Slovaquie.

## Histoire
La première mention écrite du village date de 1135.

## Démographie

### Évolution de la population
| Année:               | 1994. | 2004.   | 2014.   | 2024.   |
| -------------------- | ----- | ------- | ------- | ------- |
| Nombre de personnes: | 326   | 324     | 316     | 307     |
| Différence:          |       | -0,61 % | -2,46 % | -2,84 % |

| Année:               | 2023. | 2024.   |
| -------------------- | ----- | ------- |
| Nombre de personnes: | 315   | 307     |
| Différence:          |       | -2,53 % |